# Yezoceryx angustus
Yezoceryx angustus är en stekelart som beskrevs av Chiu 1971. Yezoceryx angustus ingår i släktet Yezoceryx och familjen brokparasitsteklar. Inga underarter finns listade i Catalogue of Life.